# 蒂泰爾

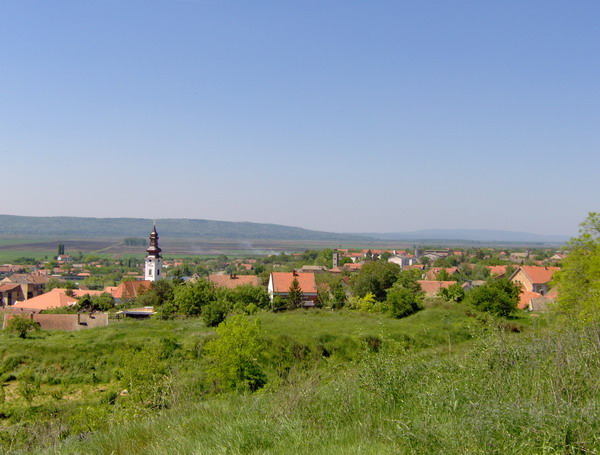

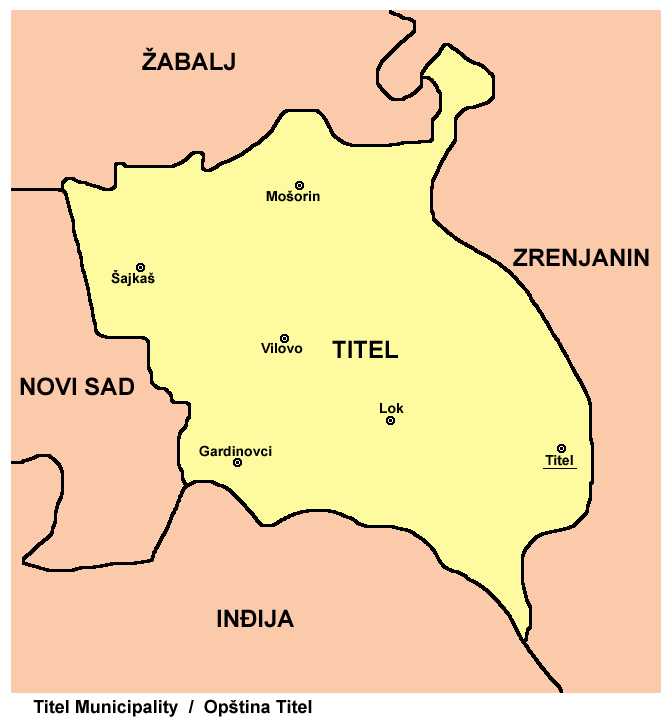

蒂泰爾是塞爾維亞的城鎮，由南巴奇卡州負責管轄，位於該國北部蒂薩河畔，面積262平方公里，海拔高度75米，鎮上的修道院建於1077年，2011年人口5,247。

## 名人
- 米列娃·馬利奇：塞爾維亞女性數學家，阿爾伯特·愛因斯坦的第一任妻子。

## 外部連結
- Official presentation of Titel municipality （页面存档备份，存于）
- Official presentation of Titel Local Community （页面存档备份，存于）
- Ravnica magazine - Titel Current Local News （页面存档备份，存于）
- Homepage of Titel Wireless Community
- History of Titel （页面存档备份，存于） （匈牙利文）